# Sonnets and Songs (tomik Helen Hay Whitney)
Sonnets and Songs – tomik amerykańskiej poetki Helen Hay Whitney, opublikowany w 1905 w Nowym Jorku nakładem oficyny Harper & Brother. Zgodnie z tytułem dzieli się na dwie części Sonnets i Songs. Część sonetystyczna zawiera trzydzieści utworów. Są to Ave atque Vale, Chaque baiser vaut un roman, As a Pale Child, Flower of the Clove, Too Late, The Supreme Sacrifice, Malua, Love's Legacy, How we would Live!, In Extremis, The Forgiveness, With Music, Alpha and Omega, Flowers of Ice, Love and Death, The Message, Tempest and Calm, After Rain, Not through this Door, Pot-Pourri, Eadem Semper, To a Woman, Aspiration-I, Aspiration-II, The Gypsy Blood, Not Dead but Sleeping, The Last Gift, Amor Mysticus, The Pattern of the Earth i Disguised.  Część pieśniowa zawiera 40 wierszy. Są to między innymi utwory On the White Road, The Wanderer, False, A Song of the Oregon Trail, The Apple-Tree, Silver and Rose, To-Morrow, The Greater Joy, The Rose-Colored Camelia-Tree, Good-Bye Sorrow, In Harbor, Rosa Mundi i The Ribbon, jak również The Aster, Heart and Hand, The Golden Fruit, To a Moth, Winter Song, Youth, Persephone, Étoiles d'Enfer i Enough of Singing. Poza tym w tomie znalazły się liryki Truth, The Philosopher, Prayers, A South-Sea Lover Scorned, In May, For Your Sake, Lyric Love, Be Still, Butterfly Words i Music. Utwory z drugiej serii są zróżnicowane pod względem formalnym. Wiersz The Ghost został napisany przy użyciu strofy sześciowersowej:
You came and you went, and I swept you aside, not a trace
Does my wisdom endure of your words and your beautiful face
And the curls of your hair;
Yet your presence, a song, murmurs ever in hopeless refrain,
And I wake in the night with my empty hands yearning in vain
For the touch of your hair.
Utwór Fight! składa się z dwóch zwrotek czterowersowych, In Tonga jest ośmiowersowym epigramatem, This was the Song jest zbudowany ze zwrotek sześciowersowych, To E. D., The Dance, Vanquished i Tranquillity są złożone z dwóch kwartyn.